# Det finns en morgondag
"Det finns en morgondag", skriven av Jan Askelind och Ingela "Pling" Forsman, var det bidrag som Anna Book framförde i den svenska Melodifestivalen 1987. Bidraget slogs där ut och slutade oplacerat. Orkestern spelade enligt Anna Book fel i första versen, men Book kunde genomföra bidraget ändå, och misstaget påverkade inte röstningen som skedde i förväg  Singeln släpptes 1987 och hade Himlens alla stjärnor som B-sida.